# Rodolfo López

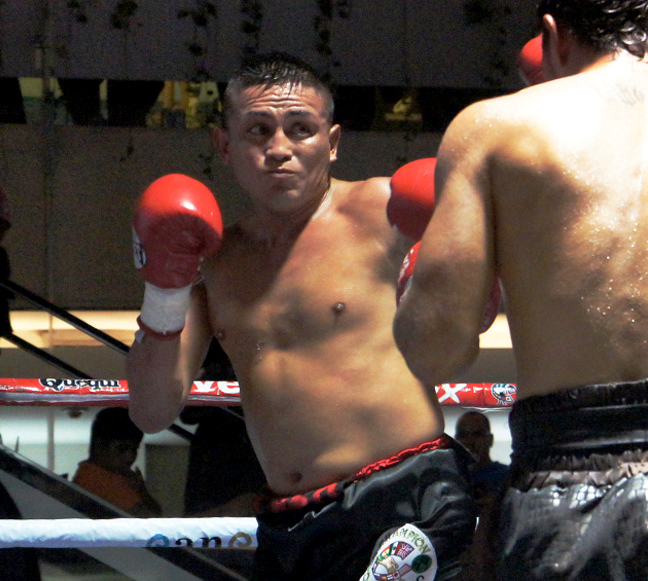
"Rudy" López fue el primer boxeador mexicano nacido en Quintana Roo

Rodolfo Omar López Romero (nacido el 18 de septiembre de 1983 en Cancún, Quintana Roo, México), también conocido como Rodolfo López o "Rudy" López, pasa a la historia como el primer boxeador mexicano nacido en el Estado de Quintana Roo que se convierte en Campeón del mundo de boxeo, específicamente por el Consejo Mundial de Boxeo (CMB), en la categoría de peso pluma, detentando este púgil el cinturón de campeón mundial durante el período del 30 de julio al 17 de diciembre de 2006.

## Historia
Rodolfo "Rudy" López nació en la Ciudad de Cancún en el seno de una familia humilde, inició en el Box a la edad de 15 años por determinación de sus padres que buscaban que Rodolfo aprendiera sobre defensa personal, inició en los eventos nacionales "amateur" de Box en 1998 y progresando hasta conseguir la presea de bronce en la V Olimpiada Nacional Juvenil en el año 2000.

Al siguiente año Rodolfo, por sugerencia de su entrenador el "Chino" Celis, inició su carrera profesional a los 17 años con eventos locales en Cancún, Quintana Roo. Volviéndose Campeón estatal y venciendo campeones nacionales de tal manera que logró contender el Campeonato Mundial Juvenil en Australia, mismo que defendió en tres ocasiones antes de tener la oportunidad de contender el Campeonato mundial en la categoría de Peso Pluma.

## Campeonato Mundial
Después de las defensas del su título juvenil, se ofreció una oportunidad de contender con Takashi Koshimoto en Fukuoka Japón, antes de la contienda Takashi había obtenido el título el 29 de enero de 2006 y anterior a pelea contaba con 38 peleas de las cuales 17 habían terminado en TKO, y solo contaba con una pérdida.
La pelea terminó al séptimo asalto por TKO al momento que el réferi detuvo la contienda, volviendo así campeón del mundo a Rodolfo "Rudy" Lopez.